# Walddickkopf
Der Walddickkopf (Colluricincla megarhyncha) ist ein Sperlingsvogel aus der Gattung Colluricincla innerhalb der Familie der Dickköpfe und ist ein Vertreter der Avifauna Australiens und Neuguineas.
Die Bestandssituation des Walddickkopfs wird von der IUCN als ungefährdet (least concern) eingestuft. Es werden eine große Anzahl von Unterarten unterschieden.

## Beschreibung
Der Walddickkopf erreicht eine Körperlänge von 18 bis 21 Zentimetern und ein Gewicht zwischen 34 und 42 Gramm. Er ist innerhalb seiner Gattung der kleinste Vertreter und erinnert mit seinem Körperbau an eine Drossel. Der Graurücken-Dickkopf ist zwar ähnlich groß wie der Walddickkopf, aber deutlich kräftiger gebaut. Es besteht kein auffälliger Geschlechtsdimorphismus. Dagegen gibt es beim Gefieder der einzelnen Unterarten größere Unterschiede, der auffälligste ist, wie kräftig der Überaugenstreif ausgebildet ist.
Grundsätzlich sind Kopf und Hals dunkel olivbraun bis graubraun mit matt braunweißen Zügeln, einem braunweißen Augenring und Kinn. Im Bereich der Kehle geht dieser Ton allmählich in ein Braun über. Der Oberkörper ist einfarbig dunkel olivbraun bis graubraun. Die gefalteten Flügel sind gewöhnlich dunkler als das übrige Gefieder der Körperoberseite.
Die Körperunterseite ist ein helleres Braun. Auf der Brust ist das Gefieder diffus dunkler gestrichelt. Das Schwanzgefieder ist auf der Unterseite braungrau.
Der Schnabel ist bräunlich-rosa. Der Oberschnabel ist etwas dunkler als der Unterschnabel. Die Iris ist dunkelrot. Der Augenring ist grau. Die Beine und die Füße sind schmutzig rosa, graurosa bis mattviolett.

## Verwechslungsmöglichkeiten
Im Verbreitungsgebiet des Walddickkopfs kommt auch der Graurücken-Dickkopfs vor, der dem Walddickkopf oberflächlich ähnelt. Die beiden Arten sind jedoch in unterschiedlichen Höhenlagen anzutreffen: Der Walddickkopf kommt nur selten über 600 Höhenmetern vor und ist im Inneren von Regenwäldern nicht vorhanden. Er ist außerdem schlanker gebaut und hat einen proportional längeren Schwanz als der Graurücken-Dickkopf. Er weist außerdem keine oder nur eine sehr undeutliche Strichelung auf dem Brust- und Kehlgefieder auf.
Der Braunbrust-Dickkopf kommt in einem vergleichbaren Lebensraum wie der Walddickkopf vor. Er ist allerdings deutlich größer und hat einen schlankeren Körperbau. Er hat außerdem ein dunkleres Körpergefieder.

## Verbreitungsgebiet der einzelnen Unterarten
Der Walddickkopf ist ein auf Neuguinea weit verbreiteter Vogel und besiedelt auch die Neuguinea vorgelagerten Inseln. Er kommt außerdem im Norden und Osten von Australien vor. Die Wanderbewegungen des Walddickkopfs sind noch nicht abschließend untersucht. Er gilt aber als ein Standvogel.
Es werden rund 20 Unterarten unterschieden:
- C. m. affinis (GR Gray, 1862) - Wurde ursprünglich als eigenständige Art beschrieben. Kommt auf Waigeo vor, einer Insel westlich von Neuguinea.
- C. m. batantae (Meise, 1929) - Vorkommen auf Batanta, einer Insel westlich von Neuguinea.
- C. m. megarhyncha (Quoy & Gaimard, 1830) - Vorkommen auf  Salawati und Misool sowie den Aru-Inseln und Neuguinea.
- C. m. despecta (Rothschild & Hartert, 1903) - Vorkommen im äußersten Südosten von Neuguinea.
- C. m. superflua (Rothschild & Hartert, 1912) - Vorkommen im Südosten von Neuguinea.
- C. m. neos (Mayr, 1931) - Vorkommen im Osten von Neuguinea.
- C. m. tappenbecki Reichenow, 1898 -  Wurde ursprünglich als eigenständige Art beschrieben. Vorkommen im Nordosten von Neuguinea.
- C. m. maeandrina (Stresemann, 1921) -  Vorkommen im nordöstlichen Inland von Neuguinea.
- C. m. idenburgi (Rand, 1940) - Vorkommen im nordöstlichen Inland von Neuguinea.
- C. m. obscura (Meyer, AB, 1874) - Wurde ursprünglich als eigenständige Art beschrieben. Vorkommen auf Yapen, einer Insel nordwestlich von Neuguinea
- C. m. melanorhyncha (Meyer, AB, 1874) - Wurde ursprünglich als eigenständige Art beschrieben. Vorkommen auf Biak, einer Insel nordwestlich von Neuguinea
- C. m. fortis (Gadow, 1883) - Wurde ursprünglich als eigenständige Art beschrieben. Vorkommen auf D’Entrecasteaux-Inseln und den Trobriand-Inseln. Beide Inselgruppen liegen südöstlich von Neuguinea.
- C. m. discolor De Vis, 1890 - Wurde ursprünglich als eigenständige Art beschrieben. Vorkommen auf Tagula, einer Insel vulkanischen Ursprungs im Südosten des Louisiade-Archipels.
- C. m. parvula Gould, 1845 - Wurde ursprünglich als eigenständige Art beschrieben. Vorkommen im Nordosten der beiden australischen Bundesstaaten Western Australia und Northern Territory.
- C. m. aelptes Schodde & Mason, 1976 - Vorkommen im Nordosten des Northern Territory.
- C. m. normani (Mathews, 1914) - Vorkommen im nördlichen Queensland, einem australischen Bundesstaat und auf Inseln der Torres Strait.
- C. m. griseata (Gray, GR, 1858) - Wurde ursprünglich als eigenständige Art beschrieben. Vorkommen im Nordosten von Queensland.
- C. m. synaptica Schodde & Mason, 1999 - Vorkommen im Nordosten von Queensland.
- C. m. gouldii (Gray, GR, 1858) - Wurde ursprünglich als eigenständige Art beschrieben. Vorkommen im Nordosten von Queensland.
- C. m. rufogaster Gould, 1845 - Wurde ursprünglich als eigenständige Art beschrieben. Vorkommen im Südosten von Queensland und im Nordosten von New South Wales

## Lebensraum
Der Walddickkopf besiedelt überwiegend Regenwälder, kommt aber gelegentlich auch in anderen Habitaten mit einer dichten Vegetation vor. So werden Mangroven und dichte, nasse Hartlaubwälder von ihm besiedelt. Er hält sich typischerweise am Waldrand auf und dringt nicht tief in das Innere von Wäldern vor.

## Lebensweise
Der Walddickkopf lebt einzelgängerisch oder paarweise, nur gelegentlich kommen auch kleinere Trupps vor. Er hält sich häufig in Bodennähe auf, sucht aber gelegentlich auch Baumkronen und den Waldboden auf. Er ist grundsätzlich ein unauffälliger Vogel, der seine Anwesenheit vor allem durch seine Rufe verrät.
Die Nahrung besteht ausschließlich aus Wirbellosen, die er im Blattwerk von Bäumen findet. Nur gelegentlich kommt er während der Nahrungssuche auch auf den Boden.
Die Brutzeit fällt in den Zeitraum August bis Februar. Das Nest befindet sich gewöhnlich in einer Astgabel oder im dichten Kletterpflanzendickicht. Das Nest ist napfförmig und wird aus kleinen Ästen, Wurzeln, toten Blättern und Teilen von Farnwedeln gebaut. Das Gelege besteht gewöhnlich aus zwei Eiern. Die Elternvögel ziehen in einer Brutzeit meistens zwei Gelege groß. Beide Elternvögel brüten. Brutdauer und Zeitdauer, bis die Nestlinge flügge sind, sind nicht bekannt.

## Einzelbelege
1. ↑  Handbook of the Birds of the World zum Walddickkopf, aufgerufen am 2. Juli 2017.
2. 1 2  P. J. Higgins (Hrsg.): Handbook of Australian, New Zealand & Antarctic Birds. Band 6, 1993, S. 1169.
3. ↑  P. J. Higgins (Hrsg.): Handbook of Australian, New Zealand & Antarctic Birds. Band 6, 1993, S. 1181.
4. 1 2  P. J. Higgins (Hrsg.): Handbook of Australian, New Zealand & Antarctic Birds. Band 6, 1993, S. 1170.
5. 1 2  P. J. Higgins (Hrsg.): Handbook of Australian, New Zealand & Antarctic Birds. Band 6, 1993, S. 1171.
6. ↑  IOC World Bird List 6.3. In: IOC World Bird List Datasets. doi:10.14344/ioc.ml.6.3 (worldbirdnames.org).
7. ↑  P. J. Higgins (Hrsg.): Handbook of Australian, New Zealand & Antarctic Birds. Band 6, 1993, S. 1183.